# Батько (роман)
Батько (хорв. Otac) — роман сучасного боснійсько-хорватського письменника Мілєнка Єрґовича, написаний 2010 року. Виданий того ж року в белградському видавництві «Ренде». 2018 року вийшов українською у чернівецькому «Видавництві 21» у перекладі Андрія Любки.
Видання роману українською здійснено за підтримки Міністерства культури Республіки Хорватія.

## Тематика
В основі твору — події із приватного життя письменника, який знав свого батька, але виростав без нього. Це, як розповів перекладач українського видання Андрій Любка, «історія любові й образи за те, що його і його матір покинули, розповідь про дитячі мрії і дорослі спроби налагодити стосунки тата і сина, навчитися, якщо не любити, то бодай поважати одне одного».
На тлі цієї автобіографії розгортається історія того, що визначається по батькові — батьківщини: Єрґович змальовує життя в соціалістичній Югославії, своє рідне Сараєво і той шлях, який привів Боснію до війни. Таким чином, крізь зображену в романі історію стосунків батька і сина розкривається специфіка складної і суперечливої епохи Югославії, а також війни на Балканах.
Автор розпочинає свою розповідь наступного після смерті батька дня. Особливий стиль цієї оповіді тримає текст на рівні потрібного балансу: люди, взаємини, місця, події, краєвиди — всього рівно стільки, скільки треба, щоб картина була якомога повнішою і чіткішою, а родина у творі є тим топосом, із якого проростають, розгортаються усі смисли роману, співвідносячись із життям, соціумом, описуваною епохою, історією.
У певному сенсі роман являє собою «малу історію» свого часу, способу, в який люди таїлися одне від одного, суспільних укладів і традицій колишньої Югославії, родинної мімікрії та приватного пекла в домівках знатних громадян тієї облудної епохи, розповідь про країну, якої більше не існує, про національні й приватні зради, про особисті конфлікти, що розгоряються на тлі війни на Балканах, про близькість і стіну між сином і батьком, про довгу дорогу від образи до прощення та про те, що пробачити неможливо, про вмирання від мук і страху. Оповідь сина, який не любив свого батька, про батька, який не любив свого сина.
«Батько» — це і роман, і нібито есей чи мемуари. Книжку написано за правилами фікційної прози, однак те, про що в ній розказується, не фікція.